# Alain Le Roch
Alain Le Roch est un chef d'entreprise et directeur sportif français.
Il est actionnaire principal du FC Lorient de 2001 à 2009, et directeur de AES Laboratoire.

## Biographie
Il accède à la présidence du club en 2005 lorsque deux organes de gestion du FC Lorient sont fusionnés, le conseil de surveillance et le directoire, et succède alors à Marcel Le Mentec.
Il cède ses parts du club à Loïc Fery en 2009 qui lui succède alors au poste de président.

## Sources